# Austria en los Juegos Olímpicos de Atenas 1896
Austria estuvo representada en los Juegos Olímpicos de Atenas 1896 por un total de 3 deportistas que compitieron en 3 deportes.  

## Medallistas
El equipo olímpico austríaco obtuvo las siguientes medallas:
| Nombre          | Deporte           | Competición       |
| --------------- | ----------------- | ----------------- |
| Oro             |                   |                   |
| Adolf Schmal    | Ciclismo en pista | Carrera de 12 h M |
| Paul Neumann    | Natación          | 500 m libre M     |
| Plata           |                   |                   |
| Otto Herschmann | Natación          | 100 m libre M     |
| Bronce          |                   |                   |
| Adolf Schmal    | Ciclismo en pista | Contrarreloj M    |
| Adolf Schmal    | Ciclismo en pista | 10 km M           |